# Sarah Clackson

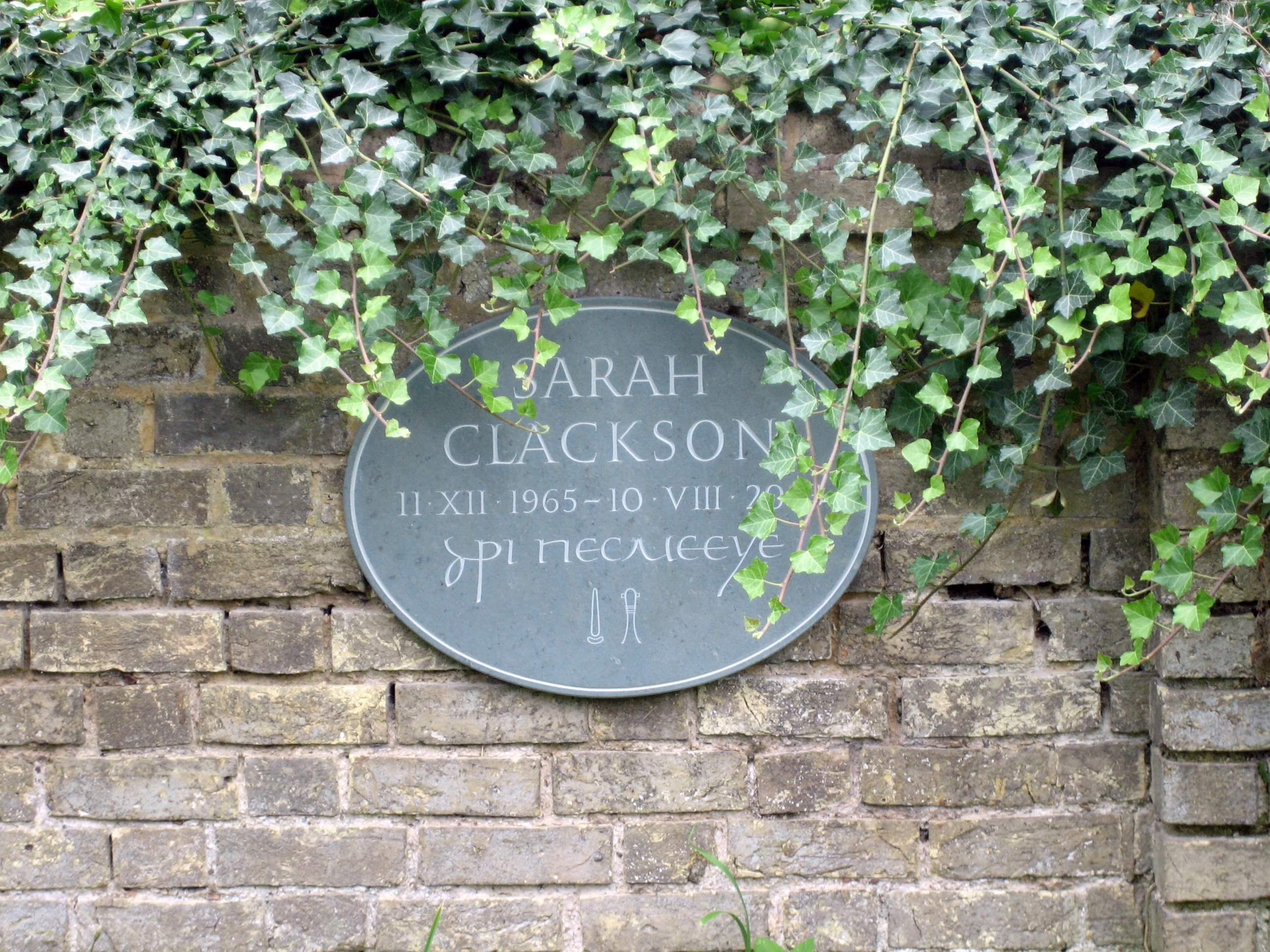
Gedenktafel für Sarah Clackson auf dem Ascension Parish Burial Ground in Cambridge.

Sarah Jane Clackson (* als Sarah Joanne Quinn 11. Dezember 1965 in Leicester; † 10. August 2003 in Cambridge) war eine britische Papyrologin und Koptologin.
Clackson besuchte die Schule in Loughborough und lernte dort auch ihren späteren Ehemann kennen. An der Universität Cambridge studierte sie zunächst Klassische Philologie, danach Ägyptologie. Am University College London wurde sie 1996 bei John W. Tait mit der Arbeit Coptic documents relating to the monasteries of Apa Apollo at Bawit and Titkooh in the Hermopolite nome promoviert. 2003 verstarb sie im Alter von 37 Jahren an Krebs. Zu dieser Zeit war sie Lady Wallis Budge Research Fellow am Christ’s College in Cambridge; 2004 sollte sie als Gastdozentin an die Universität Heidelberg gehen. Sie hinterließ ihren Ehemann James Clackson, den sie 1991 geheiratet hatte. Ihre private Bibliothek zur Koptologie hinterließ sie der Universität Warschau, ihre Unterlagen und Fotos erhielt das Griffith Institute der Universität Oxford. Im September 2004 wurde zu ihrem Gedenken eine Konferenz abgehalten. Auf dem Ascension Parish Burial Ground in Cambridge, auf dem Clackson bestattet wurde, befindet sich eine Gedenktafel an sie.
Zunächst arbeitete Clackson auf dem Gebiet der Ägyptologie, befasste sich dann aber vor allem mit der Koptischen Papyrologie. Zum zentralen Punkt ihres Wirkens wurde das Kloster Apa Apollo in Bawit. 2000 veröffentlichte sie eine Monografie mit griechischen und koptischen Texten zum Kloster. Ein weiterer Band vereinte 90 weitere koptische Texte dazu und machte sie in der Fachwelt bekannt. Durch ihre Studien konnte sie das Leben und das wirtschaftliche Leben im Kloster nachvollziehbarer machen. Zudem ordnete Clackson die Manuskripte unter anderem der Cambridge University Library. Sie arbeitete in fast allen bedeutenden koptischen Papyrussammlungen in Europa und Nordamerika.

## Schriften
- Coptic documents relating to the monasteries of Apa Apollo at Bawit and Titkooh in the Hermopolite nome. Dissertation, University of London, London 1996.
- mit Samuel N. C. Lieu: Dictionary of Manichaean Texts. Volume I: Texts from the Roman Empire (Texts in Syriac, Greek, Coptic and Latin). Brepols, Turnhout 1998, ISBN 978-2-503-50819-1.
- It Is Our Father Who Writes. Orders from the Monastery of Apollo at Bawit (= American Studies in Papyrology. Band 43). David Brown Book Company, Cincinnati 2008, ISBN 978-0-9700591-5-4.